# Японски клен
Японският клен (Acer palmatum) е вид покритосеменни растения от семейство Сапиндови (Sapindaceae). Естественият му ареал включва Източна Азия – Япония, Корея, части от Китай, Монголия и Русия. Намира широко приложение в целия свят като декоративно растение с голям брой различни разновидности.